# سوني، نارا
سوني، نارا (باليابانية: 曽爾村) هي قرية تقع في مقاطعة أودا، محافظة نارا، اليابان.
يُقدر التعداد السكاني للقرية لعام 31 مارس 2005بـ2230 نسمة، بكثافة سكانية تبلغ 46.61 شخص لكل كيلومتر مربع. مجموع المساحة يبلغ 47.84 كيلومتر مربع.

## روابط خارجية
- الموقع الرسمي (باليابانية)